# MFKガズプロム＝ユグラ
MFKガズプロム＝ユグラ（ロシア語: Мини-футбольный клуб "Газпром-ЮГРА"）は、ロシアのハンティ・マンシ自治管区・ユグラ・ユゴルスクをホームタウンとするフットサルクラブである。

## 歴史
1993年9月1日にMFK TTG(МФК "ТТГ")の名前で創設された。1995-96シーズンに初めてトップディビジョンに参加し、3位になった。1997年にTTG＝ヤヴ(ТТГ-Яву)、2010-11シーズン開幕前にガズプロム＝ユグラ(Газпром-ЮГРА)に改称した。2008-09シーズンはTTG＝ユグラ (ТТГ-ЮГРА)
の名前で参加した。
2012年にロシア・フットサルカップ、2015年にスーパーリーグで初優勝した。
2015-16シーズンはカップ戦で2回目の優勝を果たした。UEFAフットサルカップでも決勝でインテル・モビスターに勝利し、初出場で初優勝を飾った。

## 獲得タイトル

### 国内
- ロシア・フットサルスーパーリーグ：1回
  - 2014-15
- ロシア・フットサルカップ：2回
  - 2011-12, 2015-16

### 国際
- UEFAフットサルカップ：1回
  - 2015-16